# Liu Jian (Badminton)
Liu Jian (chinesisch 刘健, * 12. Januar 1983 in Guangdong) ist eine ehemalige chinesische Badmintonspielerin. 

## Karriere
Liu Jian gewann als Höhepunkt ihrer Karriere die Thailand Open 2009. Bei den China Masters 2005 belegte sie Platz 3. Bei den Thailand Open 2004 hatte sie bereits im Achtelfinale gestanden. Bei den French Open und den Polish Open des gleichen Jahres schaffte sie es bis ins Halbfinale.

## Sportliche Erfolge
| Saison | Veranstaltung | Disziplin   | Platz |
| ------ | ------------- | ----------- | ----- |
| 2004   | Polish Open   | Dameneinzel | 3     |
| 2004   | French Open   | Dameneinzel | 3     |
| 2005   | China Masters | Dameneinzel | 3     |
| 2009   | Thailand Open | Dameneinzel | 1     |